# Neglect (Band)
Neglect war eine New-York-Hardcore-Band, die sich selbst auch zur ursprünglichen Hatecore-Szene zählte. Die Band war für ihre negativen, nihilistischen, zivilisationskritischen und hasserfüllten Texte bekannt, die teilweise von Mord und Suizid-Fantasien handelten und als jugendgefährdend eingestuft wurden. Außerdem waren sie berüchtigt für ihre brutalen Live-Auftritte, bei denen Sänger Zoid sich selbst schlug und verletzte und sich einige Male sogar bewusstlos prügelte und sich den Schädel spaltete. Musikalisch spielten Neglect sehr rauen, düsteren Hardcore-Punk mit teilweise starken Metal-Einflüssen und Mosh-Einschlag.

## Geschichte
Neglect wurde 1991 von den New Yorker Musikern Brian „Zoid“ und Bones gegründet, die vorher beide in der Hardcore-Band Vice Grip aktiv waren. Zu ihnen stießen John von der Band Mind over Matter sowie der Schlagzeuger Torn. Einige Zeit später kam außerdem noch Derek hinzu. Die Band veröffentlichte zuerst ein sehr raues Proberaum-Demo und ein Jahr später ein zweites Demo, durch welches sie bereits eine gewisse Fangemeinde um sich scharen konnten. Ein Jahr später veröffentlichte die Band zwei Singles, die vom bekannten New Yorker Hardcore-Punk-Produzenten Don Fury aufgenommen wurden, die erste auf dem französischen Label Hardway Records, die darauf folgende bei den amerikanischen Wreckage Records. Auf Einladung von We Bite Records, bei denen Neglect ein Album herausbringen konnten, kam die Band 1994 zum ersten Mal auch nach Europa, wo sie bei We Bite eine weitere Single aufnahmen. Neglect spielten in Deutschland, Frankreich, Belgien, Italien, Slowenien, Schweden, Norwegen, Dänemark und den Niederlanden. Trotz erfolgreicher Tour und Angeboten von größeren Labels sowie der begonnenen Arbeit an einem neuen Album lösten sich Neglect 1995 nach einem Konzert in Freeport auf. Im Jahr 2005 fand sich die Band wieder für einige gemeinsame Shows zusammen. Bald darauf wurde bei Sänger Brian eine Nervenkrankheit diagnostiziert, die es ihm unmöglich macht, weiterhin zu singen. Seitdem gelten Neglect als endgültig aufgelöst.

## Diskografie
- rehearsal demo (1991)
- 91-92 demo (1991–92)
- 92 demo 7" (1992)
- the pain principle 7" (1993)
- Pull the Plug 7" (1993)
- End It EP (1994)
- Hang in There 7" (1994)
- Not one truth -Neglect/Hatebreed split 7" (1995)
- Neglect/Cleanser split 7" (1996)
- en public live 7" (1996)
- Four years of Hate (Kompilation/Live, 1996)
- 516 - Hardcore (Kompilation, 1996)
- the harder they come ... the harder they fall (Kompilation, 1996)
- the complete Don Fury Sessions (Kompilation, 2004)